# Marthe Koala
Marthe Koala (sinh ngày 8 tháng 3 năm 1994) là một vận động viên Burkinabe thi đấu ở nội dung vượt rào 100 mét và bảy môn phối hợp. Tại Thế vận hội Mùa hè 2012, cô đã tham gia cuộc thi vượt rào 100 mét nữ không thể lọt vào bán kết.

## Thành tích giải đấu
| Năm                       | Giải đấu                     | Địa điểm                           | Thứ hạng                  | Nội dung                  | Chú thích                 |
| Representing Burkina Faso | Representing Burkina Faso    | Representing Burkina Faso          | Representing Burkina Faso | Representing Burkina Faso | Representing Burkina Faso |
| ------------------------- | ---------------------------- | ---------------------------------- | ------------------------- | ------------------------- | ------------------------- |
| 2011                      | World Youth Championships    | Lille, France                      | 37th (h)                  | 200 m                     | 25.80 s                   |
| 2011                      | All-Africa Games             | Maputo, Mozambique                 | 5th                       | Heptathlon                | 5133 pts                  |
| 2012                      | World Junior Championships   | Barcelona, Spain                   | 34th (h)                  | 100 m hurdles             | 14.15 s                   |
| 2012                      | Olympic Games                | London, United Kingdom             | 33rd (h)                  | 100 m hurdles             | 13.91 s                   |
| 2013                      | African Junior Championships | Bambous, Mauritius                 | 1st                       | 100 m hurdles             | 14.09 s                   |
| 2013                      | African Junior Championships | Bambous, Mauritius                 | 3rd                       | Long jump                 | 5.60 m (w)                |
| 2013                      | Jeux de la Francophonie      | Nice, France                       | 7th                       | 100 m hurdles             | 13.75 s                   |
| 2014                      | African Championships        | Marrakech, Morocco                 | 1st                       | Heptathlon                | 5454 pts                  |
| 2015                      | World Championships          | Bắc Kinh, China                    | –                         | Heptathlon                | DNF                       |
| 2015                      | African Games                | Brazzaville, Republic of the Congo | 3rd                       | Heptathlon                | 5664 pts                  |
| 2016                      | African Championships        | Durban, South Africa               | 2nd                       | 100 m hurdles             | 13.36 s                   |
| 2016                      | African Championships        | Durban, South Africa               | 2nd                       | Heptathlon                | 5952 pts                  |
| 2016                      | Olympic Games                | Rio de Janeiro, Brazil             | 43rd (h)                  | 100 m hurdles             | 13.41 s                   |
| 2017                      | Jeux de la Francophonie      | Abidjan, Ivory Coast               | 1st                       | 100 m hurdles             | 13.32 s                   |
| 2017                      | Jeux de la Francophonie      | Abidjan, Ivory Coast               | 1st                       | Long jump                 | 6.52 m                    |
| 2017                      | World Championships          | London, United Kingdom             | 35th (h)                  | 100 m hurdles             | 13.38 s                   |
| 2018                      | African Championships        | Asaba, Nigeria                     | 2nd                       | Long jump                 | 6.54 m (w)                |
| 2018                      | African Championships        | Asaba, Nigeria                     | 2nd                       | Heptathlon                | 5967 pts                  |